# Eugen Gerards
Eugen Gerards (* 6. April 1904 in Oestrich bei Erkelenz; † 31. Mai 1985 auf dem Hauerhof bei Erkelenz) war ein deutscher Landwirt und Politiker (CDU).

## Leben und Beruf
Nach dem Besuch des Gymnasiums absolvierte Gerards eine landwirtschaftliche Ausbildung und ging auf eine landwirtschaftliche Hochschule. Von 1926 bis 1932 bewirtschaftete er als selbständiger Landwirt das 300 Morgen große Gut Hauerhof in Katzem bei Erkelenz tätig. Von 1952 bis 1970 war er Vorsitzender des Stadtbauvereins Rheinland. Am 4. März 1970 wurde er zum Präsidenten des Rheinischen Rübenbauer-Verbandes gewählt.
1954 wurde er Eigentümer des Passage-Theaters in Köln.

## Partei, Abgeordneter
Gerards beantragte am 20. Juli 1937 die Aufnahme in die NSDAP und wurde rückwirkend zum 1. Mai desselben Jahres aufgenommen (Mitgliedsnummer 5.312.059). Er war seit 1948 Mitglied der CDU. Von 1956 bis 1969 war er Ratsmitglied der Gemeinde Lövenich.
Vom 21. Juli 1958 bis zum 25. Juli 1970 gehörte er dem nordrhein-westfälischen Landtag an.
Er war Mitglied der 3. Bundesversammlung am 1. Juli 1959 bei der Heinrich Lübke zum Bundespräsidenten gewählt wurde.

## Ehrungen
1966 wurde Eugen Gerards von Kardinal-Großmeister Eugène Kardinal Tisserant zum Ritter des Ritterordens vom Heiligen Grab zu Jerusalem ernannt und am 22. Februar 1966 im Kölner Dom durch Lorenz Kardinal Jaeger, Großprior der deutschen Statthalterei, investiert.
Er wurde 1981 zum 16. Ehrenbürger der Stadt Erkelenz ernannt für „Schaffensfreude, Gewissenhaftigkeit, Wahrhaftigkeit und Gerechtigkeit“. 1970 wurde er mit dem Bundesverdienstkreuzes 1. Klasse des Verdienstordens der Bundesrepublik Deutschland ausgezeichnet.